# Sitio de Sidney Street

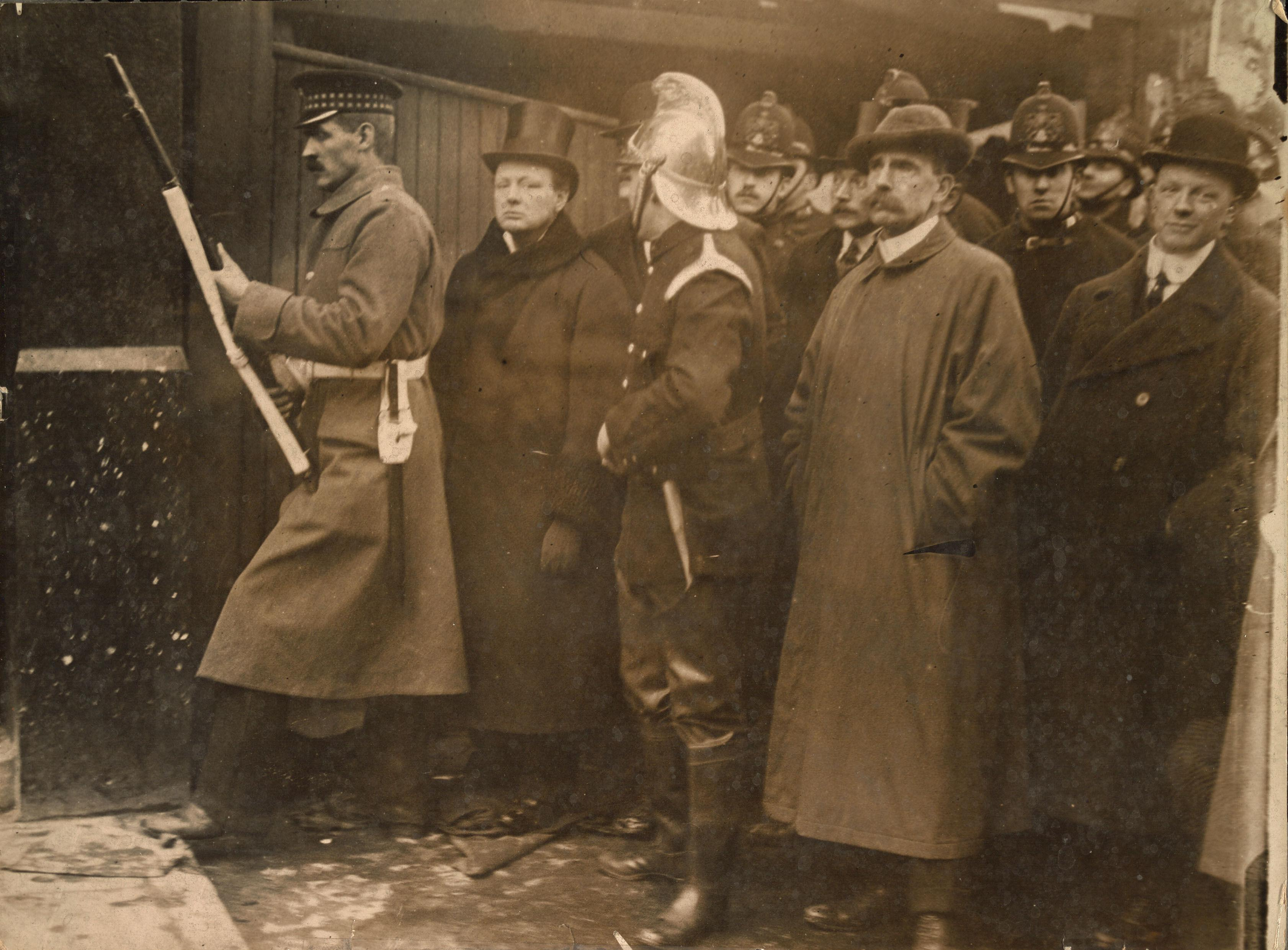
El sitio de Sidney Street fue muy relevante e incluso el ministro del Interior, Winston Churchill, se personó en el lugar de los hechos para presenciar el desenlace de la situación.

El sitio de Sidney Street, también conocido como batalla de Stepney, fue un tiroteo que tuvo lugar en enero de 1911 y en el que dos revolucionarios letones se enfrentaron a la policía y a fuerzas del ejército. Fue la culminación de una serie de eventos que comenzaron en diciembre de 1910, con un intento de robo perpetrado por una banda de inmigrantes letones en una joyería de Houndsditch, en la City de Londres, que tuvo como resultado las muertes de tres policías y de George Gardstein, el líder de la banda letona.
La investigación que condujeron la Policía Metropolitana y la de la City permitió identificar a los cómplices de Gardstein, la mayoría de ellos detenidos en las dos semanas posteriores a los sucesos. Se informó a la policía de que los dos miembros que quedaban por identificar estaban escondidos en el número 100 de la calle Sidney, en Stepney. Se evacuó a los residentes de las inmediaciones y, en la mañana del 3 de enero, se produjo un tiroteo en el que la policía, al estar equipada con armas inferiores, tuvo que recurrir a la ayuda del ejército. Hacia el final del pulso, que se prolongó durante seis horas, el edificio entró en llamas, sin que se haya llegado a identificar la causa. Además, uno de los agitadores recibió un disparo antes de que el fuego se propagase. Mientras el Cuerpo de Bomberos de Londres humedecía los escombros, donde encontraron dos cuerpos, el edificio se vino abajo y cayó sobre el superintendente Charles Pearson, que falleció en el acto.
La de Sidney Street fue la primera vez que la policía tuvo que recurrir a los militares para lidiar con un tiroteo. Fue también la primera ocasión en que se grabó un asedio en Gran Bretaña, ya que Pathé News se desplazó hasta el lugar. En algunas de las imágenes filmadas se podía ver al por entonces ministro del Interior Winston Churchill. Su presencia desató una disputa política, dado que se cuestionó hasta qué punto estaba involucrado en la operación. Todos los detenidos en relación con el robo en la joyería de Houndsditch, salvo uno, fueron absueltos tras un juicio efectuado en mayo de 1911. El implicado restante logró su liberación por medio de un recurso de apelación.
Los hechos se llevaron a la gran pantalla en películas como El hombre que sabía demasiado y The Siege of Sidney Street y se reflejaron también en novelas. Además, dos de los edificios de la calle se renombraron en el centenario de los hechos en honor a Peter Piaktov, «el Pintor», uno de los miembros de la banda que probablemente no estuvo presente ni en Houndsditch ni en Sidney Street. También hay placas que recuerdan a los bomberos y policías que fallecieron en servicio.

## Trasfondo

### Demografía de Londres e inmigración
La Rusia zarista albergaba en el siglo XIX a una comunidad de cinco millones de judíos, la más grande por aquel entonces. Perseguidos y víctimas de violentos pogromos, muchos de ellos se vieron obligados a emigrar y, entre 1875 y 1914, cerca de 120 000 llegaron al Reino Unido, la mayor parte a Inglaterra. Esta afluencia llegó a su techo en la década de 1890, cuando los inmigrantes judíos —pobres y con poca o incluso ninguna formación en su mayoría— se asentaron en gran número en el East End londinense. La cantidad de judíos alcanzaba en algunas zonas el cien por cien de la población y un estudio llevado a cabo en 1900 mostraba que tanto Houndsditch como Whitechapel se identificaban como «distritos bien definidos e intensamente judíos».
Algunos de estos expatriados eran revolucionarios y tuvieron dificultades para adaptarse a la vida política existente en Londres, que era menos opresiva. El historiador William J. Fishman apunta que «los meschuggena [locos] anarquistas eran aceptados como parte del paisaje del East End»; en general, la prensa británica empleaba los términos «socialista» y «anarquista», sin distinción, para referirse a cualquiera que profesase creencias revolucionarias. Un editorial publicado en las páginas de The Times dibujó la zona de Whitechapel como un «puerto que recibe a algunos de los peores anarquistas y criminales extranjeros que buscan refugio en nuestras acogedoras costas. Son estos los hombres que usan la pistola y el cuchillo».
Las peleas entre bandas integradas por población procedente de Besarabia y otras formadas por odesitas venían siendo frecuentes en Whitechapel y Aldgate desde la entrada en el nuevo siglo. Asimismo, había varias facciones revolucionarias activas en la zona. En enero de 1909, dos revolucionarios rusos asentados en Londres, Paul Helfeld y Jacob Lepidus, trataron de robar una furgoneta que transportaba dinero de nóminas. El propósito de la intentona, como solía ser habitual entre los grupos revolucionarios rusos, consistía en expropiar propiedad privada para financiar actividades radicales. Los sucesos, conocidos como la indignación de Tottenham, dejaron dos muertos y veinte heridos.
La afluencia de inmigrantes y el incremento de las tasas de crímenes violentos asociado a él propiciaron que la población se preocupase y que la prensa abordase el asunto. El parlamento aprobó el ley de Extranjeros de 1905 con el objetivo de reducir la inmigración. Los medios populares reflejaron la opinión de parte de la población: un editorial publicado en el Manchester Evening Chronicle, por ejemplo, apoyó el proyecto de ley para limitar el número de «extranjeros sucios, indigentes, enfermos, verminosos y criminales que se vuelcan sobre nuestra tierra». En un análisis sobre la inmigración llegada a Reino Unido, el periodista Robert Winder asegura que el acta «autorizó reflejos xenófobos que [de lo contrario] habrían permanecido en el letargo».

### La banda de exiliados letones
En 1910, los exiliados rusos solían reunirse en el Club Anarquista de la calle Jubilee, en Stepney. Muchos de sus miembros no eran anarquistas y, al final, el club pasó a ser uno de los puntos de encuentro de la diáspora de exiliados rusos, muchos de los cuales eran judíos. No todos los miembros del pequeño grupo de letones que se vio involucrado en los sucesos de Houndsditch y Sidney Street eran anarquistas, si bien se encontraron libros anarquistas entre sus pertenencias en las pesquisas posteriores. Eran, probablemente, revolucionarios que se habían radicalizado a causa de las experiencias vividas en Rusia. De hecho, todos tenían posturas políticas de izquierdas y consideraban que la expropiación de la propiedad privada era una práctica válida.
El supuesto líder de la banda era George Gardstein, cuyo nombre real sería probablemente Poloski o Poolka; en cambio, usaba alias como Garstin, Morountzeff, Mourimitz, Maurivitz, Milowitz, Morintz, Morin o Levi. Se le tenía por anarquista y había sido acusado de asesinato y actos de terrorismo en Varsovia en 1905, antes de su llegada a Londres. Otro miembro del grupo, Jacob —o Yakov— Peters, había llevado a cabo labores de agitación cuando estaba en el ejército en Rusia y después había trabajado también en los astilleros. Mientras cumplía condena en prisión por este tipo de actividades delictivas, lo torturaron y le arrancaron las uñas. Yourka Dubov era otro agitador ruso, llegado a Inglaterra en su huida de los cosacos. Por otra parte, Fritz Svaars era un letón que había sido arrestado por las autoridades rusas en tres ocasiones, acusado de delitos terroristas, pero había conseguido escaparse en todas ellas. Llegó a Londres en junio de 1910, tras recorrer los Estados Unidos cometiendo una serie de robos.
Otro de los miembros era Peter, al que se le otorgó el sobrenombre de «el Pintor» porque se desconocía su identidad. Aun así, es probable que su nombre fuera Peter Piaktov —también deletreado como Piaktow, Pjaktov o Piaktoff— o Janis Zhaklis. En un breve apunte incluido en el Dictionary of National Biography, Bernard Porter afirma que no se conoce ningún detalle de los antecedentes de este anarquista y que «ninguno de los "datos" biográficos existentes sobre él es fiable». William —o Joseph— Sokolov —o Sokoloff o Sokolow— era un letón que había sido arrestado en Riga en 1905, acusado de asesinato y robo, antes de viajar a Londres. Karl Hoffman —cuyo verdadero nombre era Alfred Dzircol— también formaba parte del grupo. Había participado durante años en actividades revolucionarias y criminales, entre las que se contaba el contrabando de armas. Asimismo, había trabajado como pintor en Londres. John Rosen, cuyo nombre real era John Zelin o Tzelin, llegó a la capital británica en 1909, procedente de Riga, y trabajaba allí como barbero. El último de los miembros de la banda era Max Smoller, también conocido como Joe Levi o José el Judío. Tenía órdenes de arresto en Crimea por varios robos de joyas.

### Policía de la capital
Tras la aprobación de las actas de la Policía Metropolitana, en 1829, y de la Policía de la City de Londres, en 1839, la capital estaba vigilada por ambas fuerzas. La Metropolitana tenía influencia en toda la urbe, mientras que la de la City se encargaba de hacer cumplir la ley en los límites de esa municipalidad. Los sucesos acaecidos en Houndsditch en diciembre de 1910 cayeron dentro del ámbito de competencia de la policía de la City, mientras que los hechos de Sidney Street de enero de 1911 se produjeron en una zona en la que la jurisdicción la tenía el cuerpo metropolitano. Tanto la una como la otra estaban bajo el mando del ministro del Interior, cargo que ocupaba Winston Churchill, de 36 años.
Cuando estaban de servicio, en circunstancias normales, los oficiales de ambas fuerzas contaban tan solo con una porra de madera para protegerse. En caso de que tuviesen que enfrentarse a personas armadas, como fue el caso de Sidney Street, podían emplear revólveres Webley y Bull Dog, escopetas y rifles de pequeño calibre provistos de cañones de 22 milímetros, empleados habitualmente en interiores.

## Asesinatos de Houndsditch (diciembre de 1910)

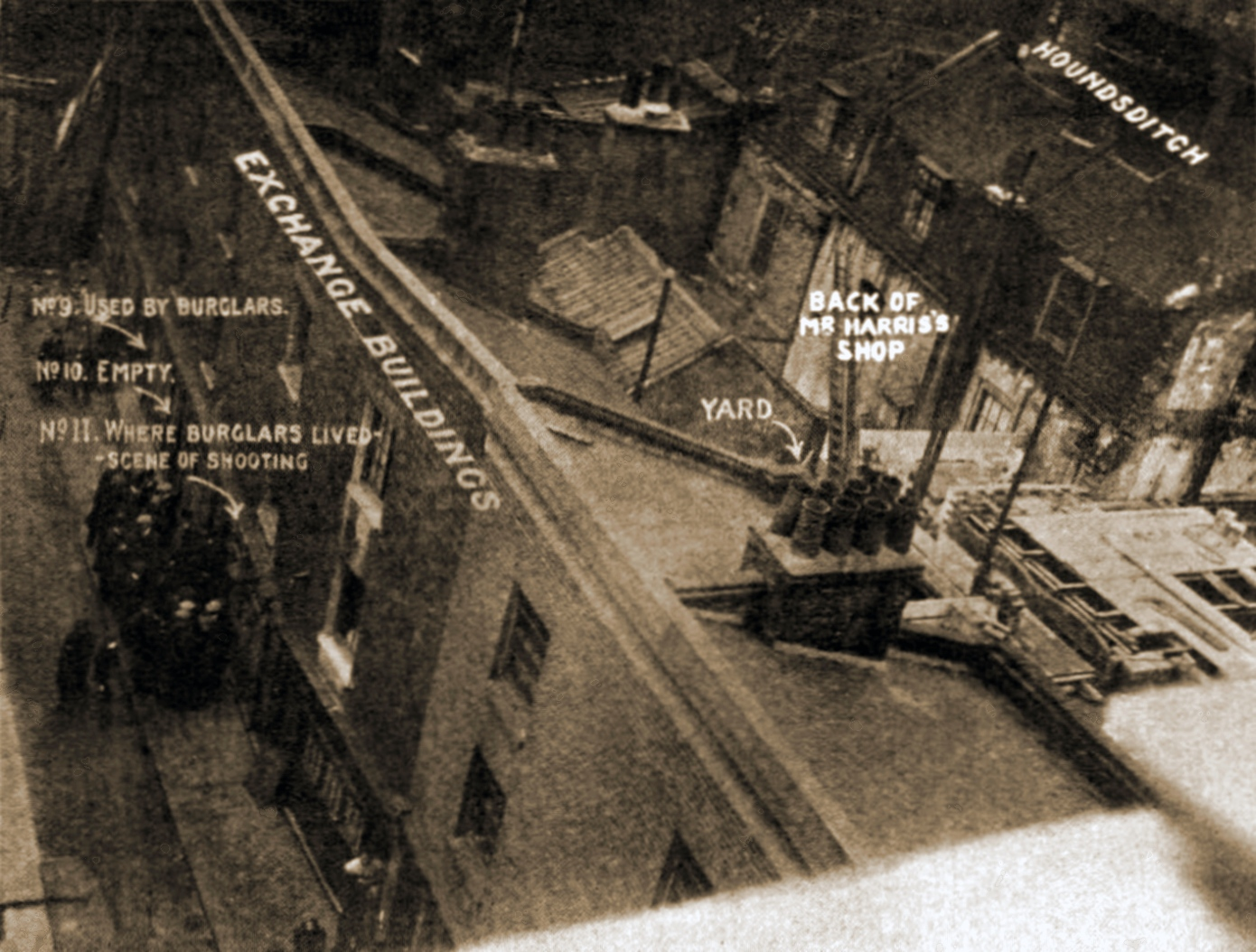
Imagen incluida en el Illustrated London News del 24 de diciembre de 1910 en la que se muestra a un grupo de policías en los edificios Exchange.

Bajo el nombre de Joe Levi, Smoller visitó a comienzos de diciembre de 1910 los edificios Exchange, localizados en un callejón sin salida y cuya parte trasera colindaba con la posterior de las propiedades de Houndsditch. Allí, alquiló el número 11. Una semana más tarde, Svaars alquiló el número 9 para un periodo de un mes, alegando que lo necesitaba para labores de almacenamiento. La banda no pudo alquilar el número 10, que se encontraba justo detrás de su objetivo, la joyería que regentaba Henry Samuel Harris, sita en el número 119 de la calle Houndsditch. Se decía que la caja fuerte del joyero guardaba entre 20 000 y 30 000 libras en joyas; el hijo de Harris aseguraría más tarde que el total no sobrepasaba las 7000. A lo largo de las dos semanas siguientes, la banda llevó al lugar parte del material que necesitaba, entre el que se incluían una manguera de caucho para el gas de 18,25 metros de longitud, una bombona de gas comprimido y una selección de herramientas, con brocas con puntas de diamante.
La banda comenzó a agujerear la pared trasera de la joyería desde el pequeño patio situado en la parte trasera del número 11 el 16 de diciembre; el número 10 permanecía inhabitado desde el día 12 de ese mismo mes. Alrededor de las diez de la noche, cuando regresaba a su casa, sita en el número 120 de Houndsditch, Max Weil escuchó unos ruidos extraños procedentes de la propiedad colindante. Se topó con el condestable Piper, que estaba de servicio, y le puso al corriente de estos ruidos. El agente revisó los números 118 y 121 de Houndsditch, de donde creía que procedían los sonidos, y los consideró lo suficientemente extraños como para emprender una investigación más a fondo. Llamó a la puerta del número 11 de los edificios Exchange, la única que tenía una luz en la parte trasera. Piper desconfió del hombre que le abrió la puerta y, con la intención de no alertar a la banda, le preguntó si la señora estaba dentro. Este le respondió, en un inglés deficiente, que no se encontraba allí y el agente le aseguró que regresaría más tarde.

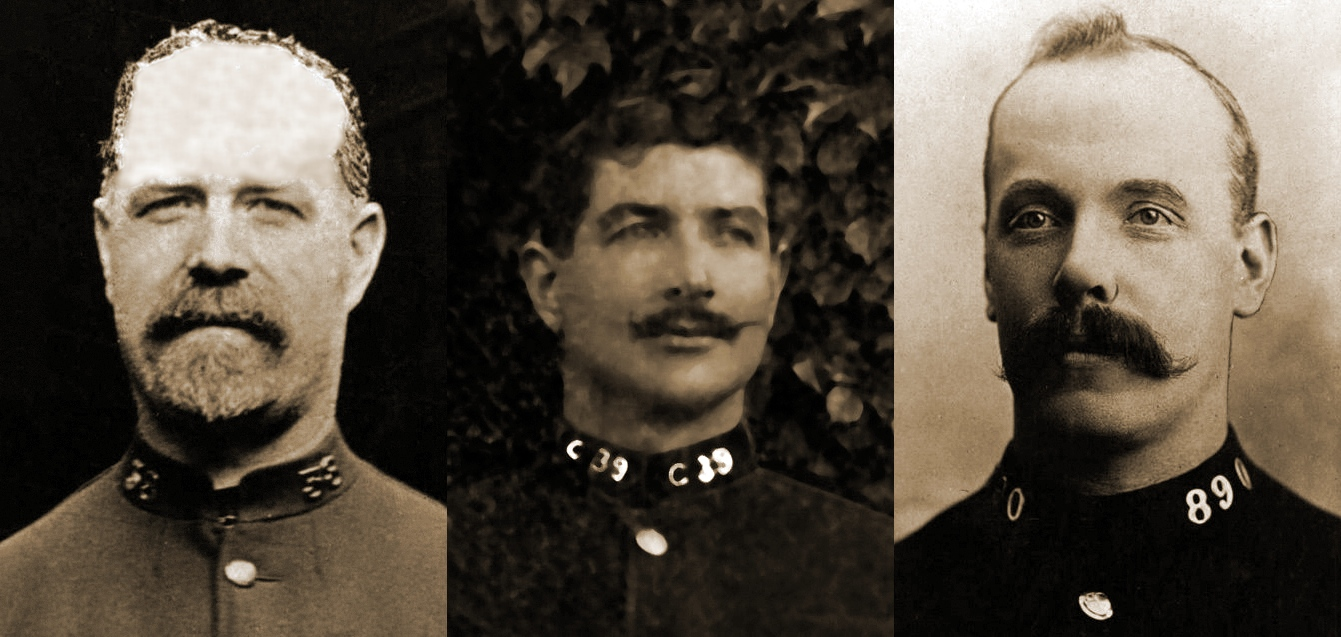
Los sargentos Tucker y Bentley y el policía Choate, fallecidos en acto de servicio el 16 de diciembre de 1910.

Piper informó de que vio a un hombre sospechoso entre las sombras del callejón cuando partía de los edificios Exchange para regresar a Houndsditch. Al intentar acercársele, el hombre escapó. Más tarde, Piper lo describió como pálido, rubio y de aproximadamente metro setenta. Al llegar a Houndsditch, vio a los condestables Woodhams y Choate, que estaban de servicio en una zona limítrofe. Estos se encargaron de vigilar el número 120 de Houndsditch y el 11 de los edificios Exchange mientras Piper se dirigía a la comisaría Bishopsgate para hacer un reporte. Para las once y media, había ya siete agentes de uniforme y otros dos vestidos de calle en el lugar de los hechos, cada uno de ellos armado con su porra de madera. El sargento Bentley, de la comisaría de Bishopsgate, llamó a la puerta del número 11, sin saber que Piper lo había hecho ya, lo que alertó a la banda. Fue Gardstein el que salió a recibirlo y no le dio ninguna respuesta cuando Bentley le preguntó si había alguien trabajando allí. El sargento le ordenó llamar a alguien que hablara inglés, lo que Gardstein aprovechó para dejar la puerta medio cerrada y escabullirse hacia el interior. Bentley accedió al recibidor, acompañado del sargento Bryant y el policía Woodhams; nada más ver las bajeras de unos pantalones, se percataron de que alguien los estaba vigilando desde las escaleras. Los policías le preguntaron al hombre si podían ir a la parte trasera de la estancia y este les dio el visto bueno. Cuando Bentley se disponía a avanzar, se abrió la puerta trasera y uno de los miembros de la banda disparó; el hombre de las escaleras hizo lo propio. Bentley recibió un disparo en el hombro y otro en el cuello, que fracturó su columna vertebral. Los disparos también alcanzaron a Bryant, en un brazo y en el pecho, y a Woodhams, cuyo fémur quedó roto; ambos se desvanecieron. Aunque sobrevivieron, ninguno de los dos llegó a recuperarse nunca de estas lesiones.
La banda trató de escapar por el callejón, pero llegaron otros policías al lugar. Peters golpeó al sargento Tucker, de la comisaría de Bishopsgate, en la cadera y en el corazón, lo que le provocó una muerte instantánea. Choate agarró a Gardstein y luchó para quitarle el arma, pero el ruso consiguió dispararle en una pierna. Otros miembros de la banda corrieron para ayudar a Gardstein y, en esas, le dispararon a Choate un total de doce veces. Tras los disparos, se llevaron a Gardstein. Cuando estos hombres, asistidos por una mujer cuya identidad se desconoce, trataban de escapar, Isaac Levy, un viandante al que habían amenazado a punta de pistola, los abordó. Fue el único testigo de la fuga capaz de brindar detalles, ya que el resto de testigos pensó que no eran más que unos hombres y una mujer que asistían a un amigo borracho. El grupo, en el que se encontraba Peters, acudió a las estancias de Svaars y Peter «el Pintor», en el número 59 de la calle Grove. Allí, Luba Milstein, amante de Svaars, y Sara Trassjonsky atendieron a Gardstein y lo dejaron en cama. Peters colocó su pistola Dreyse debajo del colchón; se desconoce si lo hizo para que Gardstein pudiera defenderse en caso de que acudiesen a arrestarlo o para que lo inculparan por la muerte de Tucker.
Continuaron arribando agentes a Houndsditch y se encargaron de atender a los heridos. Metieron el cuerpo de Tucker a un taxi que lo llevó al London Hospital, en Whitechapel Road. A Choate también lo llevaron a este centro para operarlo, pero falleció a las cinco y media de la mañana del 17 de diciembre. Bentley, por su parte, llegó medio inconsciente al Hospital de San Bartolomé, pero se recuperó lo suficiente como para entablar una conversación con su esposa, que estaba embarazada, y responder a preguntas relativas a los sucesos. Sin embargo, su estado de salud empeoró a las siete menos cuarto del 17 de diciembre y, finalmente, falleció a las siete y media. El de Tucker, Bentley y Choate fue uno de los más grandes asesinatos múltiples de policías acontecidos en tiempos de paz.
Salvo la de Gardstein, las identidades de los miembros de la banda presentes en Houndsditch la noche del 16 de diciembre de 1910 no se ha llegado a confirmar nunca. Bernard Porter, en uno de sus escritos para el Dictionary of National Biography, considera que Sokolov y Peters estaban presentes y que lo más probable es que fueran los atracadores a los que dispararon los policías que interrumpieron el robo. Opina que los hechos apuntan a que Peter «el Pintor» no estaba en el lugar esa noche, mientras que el periodista J. P. Eddy sugiere que Svaars sí se encontraba entre ellos. El ya jubilado agente Donald Rumbelow redactó una crónica de los hechos en la que apuntaba que los allí presentes eran Gardstein, Smoller, Peters y Dubov, a los que esperaba un grupo de refuerzo, conformado por Sokolov y Svaars, por si era necesario proseguir con la operación al día siguiente. Asimismo, Rumbelow contempla la posibilidad de que hubiese un tercer grupo a la espera en la vivienda de Hoffman, con este, Rosen y Osip Federov —un cerrajero en paro— listos para salir a escena. Este mismo autor también considera que tanto Peter «el Pintor» como Nina Vassilleva participaron en los hechos, bien como observadores o sin aportar ninguna habilidad especial.

## Investigación (17 de diciembre de 1910-2 de enero de 1911)
Ajustándose al protocolo, la policía de la City avisó a la Metropolitana y ambos cuerpos armaron a los investigadores con revólveres. La investigación fue un reto, dadas las diferencias culturales patentes entre los agentes y los nutridos grupos de residentes extranjeros presentes en la zona que abordarían las pesquisas. Además, no había ningún hablante de ruso, letón o yidis entre los miembros de ambas fuerzas.

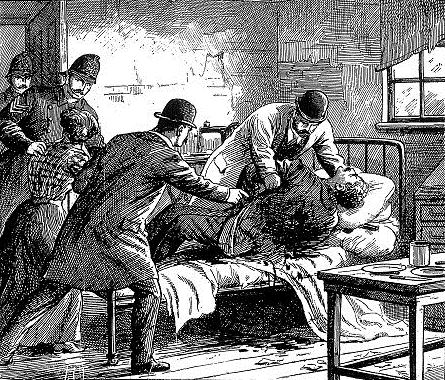
Dibujo publicado en The Illustrated Police News en el que se muestra el momento en que la policía encuentra el cuerpo de Gardstein.

En las primeras horas del 17 de diciembre, preocupados por el empeoramiento del estado de salud de Gardstein, Milstein y Trassjonsky decidieron acudir a un médico de la zona, bajo el pretexto falso de que lo había herido por accidente un amigo. El doctor creía que la bala estaba aún incrustada en el pecho y, de hecho, más tarde se descubriría que estaba tocando el ventrículo derecho de su corazón. El doctor quiso trasladar a Gardstein al London Hospital, pero se negaron, así que tuvo que limitarse a venderles medicación para aliviar el dolor. Tras hacerlo, se marchó. El ruso falleció a las nueve de esa mañana y, cuando el doctor regresó a las once, encontró el cadáver. Como no tenía noticias de los sucesos acaecidos la noche anterior en los edificios Exchange, informó de la muerte al forense, no a la policía. Este trasladó la información a los agentes locales a mediodía y fueron ellos los que pusieron al corriente al inspector detective Frederick Wensley, quien los acompañó a la calle Grove. Trassjonsky se encontraba en la habitación contigua y la policía la encontró rápido, mientras quemaba papeles apresuradamente. Fue consecuentemente arrestada y puesta bajo custodia policial, en el cuartel de Old Jewry. Los papeles que la policía pudo recuperar relacionaban a los sospechosos con el East End, en particular con grupos anarquistas activos en la zona. Wensley, que conocía bien el área de Whitechapel, actuó a lo largo de toda la investigación como un oficial de enlace con las unidades de la City.
El cuerpo de Gardstein fue retirado a una morgue, donde se le limpió la cara, se le cepilló el pelo, se le abrieron los ojos y se le tomó una fotografía. Esta se empleó para elaborar carteles en ruso e inglés en los que, junto con las descripciones del resto de miembros de la banda que le habían ayudado a escapar de los edificios Exchange, se pedía información a los ciudadanos. Cerca de noventa agentes se dedicaron exclusivamente a conducir la búsqueda en el East End. Durante sus pesquisas, además, difundían detalles de las personas que estaban buscando. Isaac Gordon, un propietario, delató a una de sus inquilinas, Nina Vassilleva, después de que esta le contara que había estado viviendo en los edificios Exchange. Wensley se encargó de interrogar a la mujer, después de encontrar publicaciones anarquistas y una fotografía de Gardstein en sus habitaciones. Asimismo, los agentes arrestaron a Federov en su vivienda el 18 de diciembre, mientras que Dubov y Peters no duraron más allá del 22 libres.

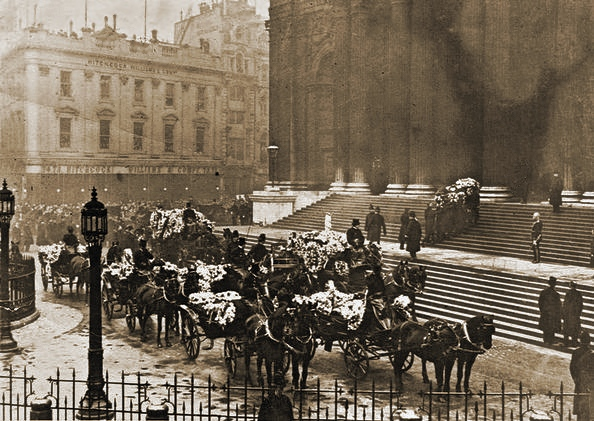
A la misa conmemorativa celebrada en la catedral de San Pablo acudieron un representante del rey, Winston Churchill y el alcalde londinense.

Ese mismo día se celebró una misa conmemorativa en la catedral de San Pablo para honrar a Tucker, Bentley y Choate. Acudieron a ella Edward Wallington, en representación del rey Jorge V, Winston Churchill y el alcalde de la ciudad. Conmocionados por los crímenes, los londinenses mostraron sus sentimientos en el servicio. Alrededor de diez mil personas aguardaron en las inmediaciones de San Pablo, muchos dueños de negocios los cerraron en señal de respeto y la Bolsa se detuvo durante media hora para que los inversores pudieran asistir a la procesión que recorrió Threadneedle Street. Concluida la misa, 750 000 personas arroparon a los fallecidos en los trece kilómetros que recorrieron sus féretros de camino al cementerio; muchos de ellos incluso les lanzaron flores a su paso.
Se llevaron a cabo ruedas de reconocimiento en la comisaría de Bishopgate el 23 de diciembre. Isaac Levy, que había visto cómo el grupo huía de los edificios Exchange, consiguió identificar a Peters y Dubov como los hombres que llevaban a Gardstein. Los agentes también se cercioraron de que a Federov se le había visto en el lugar de los hechos. Este apareció al día siguiente, junto con Peters y Dubov, en el tribunal de policía de Guildhall. Se les acusó de ser cómplices del asesinato de los tres policías y de conspirar para robar la joyería, aunque los tres se declararon inocentes.
El 27 de diciembre, el arrendador de Gardstein vio su fotografía en uno de los carteles colocados en las calles y alertó a la policía. Wensley y sus colegas se desplazaron hasta la vivienda de Gold Street, en Stepney, y encontraron cuchillos, una pistola, munición, pasaportes falsos y publicaciones revolucionarias. Dos días más tarde se celebró una nueva audiencia en el tribunal de policía de Guildhall. En esta ocasión, Milstein y Trassjonsky acompañaban a Federov, Peters y Dubov en la tribuna. Como algunos de los abogados tenían un nivel bajo de inglés, se hizo necesario emplear intérpretes a lo largo de los procedimientos. El caso se aplazó al final del día hasta el 6 de enero de 1911.
El día de Año Nuevo de 1911 se encontró el cuerpo de Léon Beron, un inmigrante judío ruso, en el parque de Clapham Common, al sur de Londres. Lo habían golpeado duramente y tenía dos cortes de cinco centímetros cada uno en forma de ese en las mejillas. Pese a la falta de pruebas, la prensa conectó el caso con los asesinatos de Houndsditch y los subsiguientes sucesos de Sidney Street. El historiador F. G. Clarke asegura, en su repaso de los sucesos, que había un letón que aseveraba que a Beron lo habían matado porque estaba planeando filtrar información, no por haberla filtrado; así pues, el acto habría sido preventivo, diseñado para asustar a los lugareños y que estos no informaran sobre los anarquistas.
Los carteles con la fotografía de Gardstein resultaron efectivos y, en las últimas horas de ese primer día del año, otro ciudadano se acercó a las autoridades para brindarles información sobre Svaars y Sokolov. Les contó que los hombres estaban escondidos en el número 100 de Sidney Street junto con la inquilina, Betty Gershon, que era la amante de Sokolov. Se persuadió al informante para que se pasara al día siguiente por la casa y comprobara que seguían allí. En la tarde del 2 de enero se celebró una reunión para decidir cuáles serían los siguientes pasos. Wensley, altos cargos de la policía metropolitana y William Nott-Bower, comisionado de la de la City, estuvieron presentes.

## Sucesos del 3 de enero

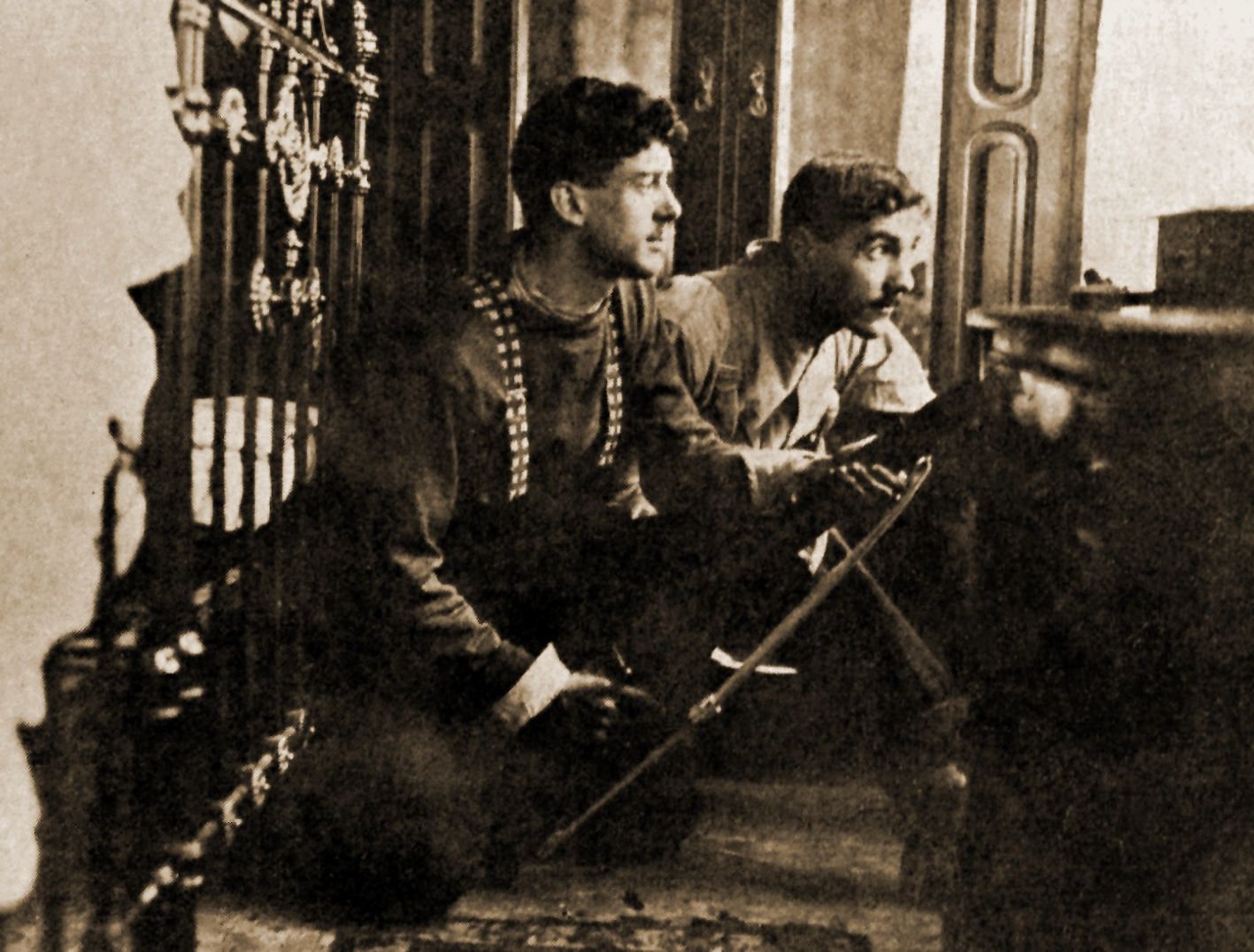
Dos de los Scots Guards durante el sitio. Disparaban desde una habitación situada enfrente de la casa asediada.

Un grupo de doscientos oficiales de la Policía Metropolitana y la de la City acordonó la zona alrededor del número 100 de Sidney Street justo después de la medianoche del día 3 de enero. Los oficiales armados se situaron en el número 111, justo enfrente, y durante la noche despertaron y evacuaron a los vecinos de los edificios colindantes. Wensley despertó a los inquilinos del piso bajo del número 100 y les pidió que trajeran a Gershon haciéndole creer que su marido enfermo la necesitaba. En cuanto apareció, los agentes la agarraron y se la llevaron al cuartel de la Policía de la City. Una vez desalojados los inquilinos de la planta baja, ya no quedaba nadie en el número 100, a excepción de Svaars y Sokolov, que no parecían haberse percatado de los movimientos.
El reglamento que regulaba el procedimiento que debían seguir los policías, así como la ley que dictaba sus acciones, les impedía abrir fuego a no ser que les disparasen primero. Esto, unido a la estructura del edificio, que tenía una escalera estrecha y serpenteante por la que tendrían que pasar, hacía arriesgado cualquier intento de alcanzar a los miembros de la banda, por lo que se decidió esperar hasta el amanecer para emprender cualquier acción. Un policía llamó a la puerta del número 100 alrededor de las siete y media de la mañana, pero no obtuvo respuesta, de modo que lanzaron piedras a la ventana para despertar a los hombres. Svaars y Sokolov se asomaron a la ventana y abrieron fuego contra la policía. Un sargento resultó herido en el pecho y lo tuvieron que evacuar en medio de los disparos provenientes de los tejados y llevar al London Hospital. Algunos miembros de la policía respondieron a los disparos, pero sus armas solo resultaban efectivas a corta distancia, por lo que en este caso estaban en gran desventaja frente a las pistolas automáticas de los dos gánsteres.
Llegadas las nueve de la mañana, parecía ya evidente que los dos hombres disponían de armas superiores y de munición abundante. Los oficiales de policía al mando, el superintendente Mulvaney y el superintendente en jefe Stark, contactaron con Scotland Yard; al otro lado de la línea estaba el comisionado asistente del alcalde, Frederick Wodehouse. Este llamó al Ministerio del Interior y consiguió el permiso de Churchill para llevar al lugar de los hechos a un destacamento de la Guardia Escocesa acuartelado en la Torre de Londres. Fue la primera vez que la policía requería la ayuda del ejército para lidiar con un asedio armado. Veintiún tiradores voluntarios de los Guards llegaron al lugar a las diez de la mañana y adoptaron posiciones de tiro al final de la calle, por cada lado, y en las casas de enfrente. El tiroteo prosiguió sin que ninguno de los bandos tomara ventaja.

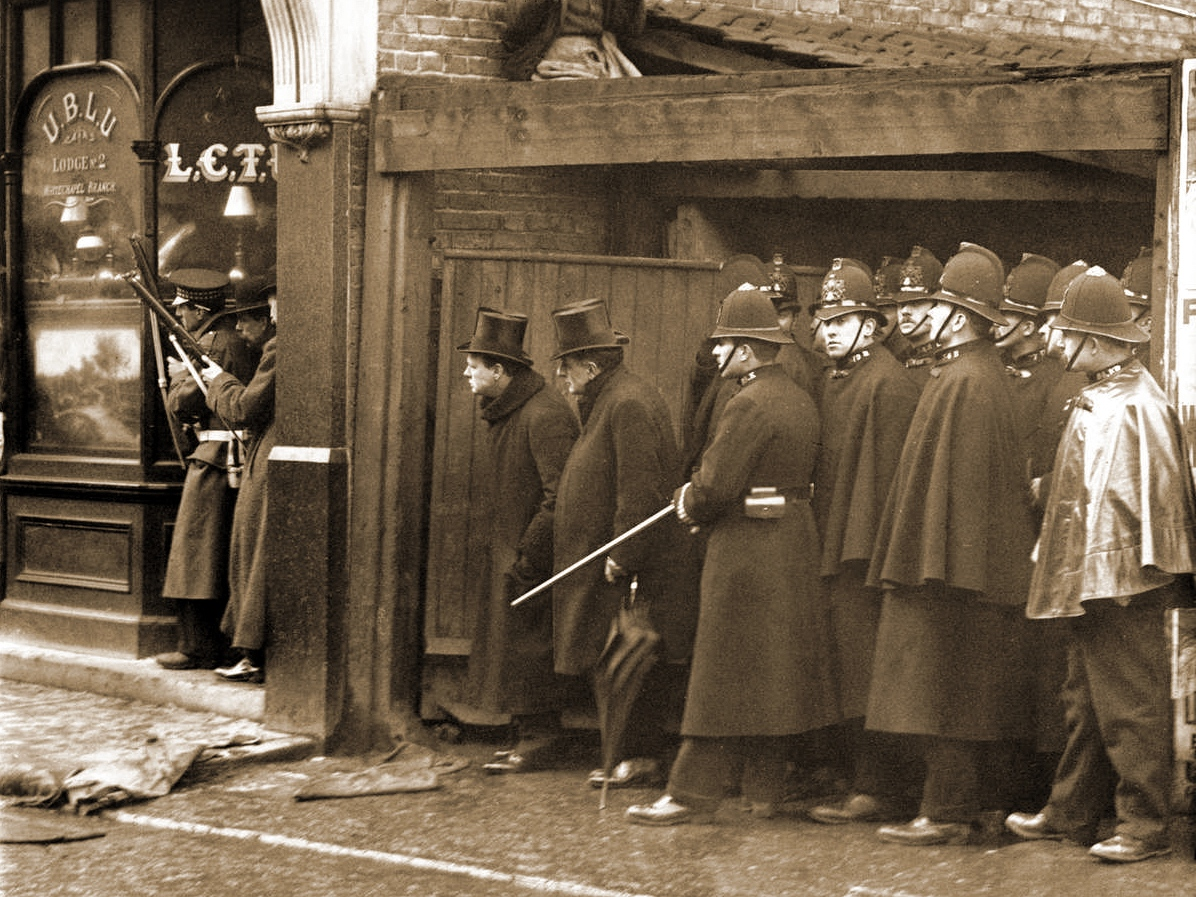
Churchill, presenciando los acontecimientos en vivo.

Churchill llegó a las doce menos diez para presenciar los hechos de primera mano; más tarde aseguraría que lo recibieron con gritos de crítica, dado que su partido, el Liberal, había permitido la afluencia de inmigrantes desde Rusia con su política. No está claro el alcance del papel que desempeñó Churchill durante el asedio. Sus biógrafos, Paul Addison y Roy Jenkins, consideran que no dio ninguna orden operativa, pero una crónica de los hechos elaborada por la Policía Metropolitana asegura que este fue «un caso muy raro, en el que el ministro del Interior tomó decisiones relativas al mando operativo policíaco». En una carta posterior dirigida a The Times, Churchill clarificó su papel:

No interferí de ninguna manera en las disposiciones emitidas por las autoridades policiales que se encontraban en el lugar. En ningún momento desautoricé o anulé a esas autoridades. La policía tuvo absoluta vía libre desde el principio hasta el final. No envié ni a la artillería ni a los ingenieros. Tampoco se me preguntó si debían ser enviados o no.

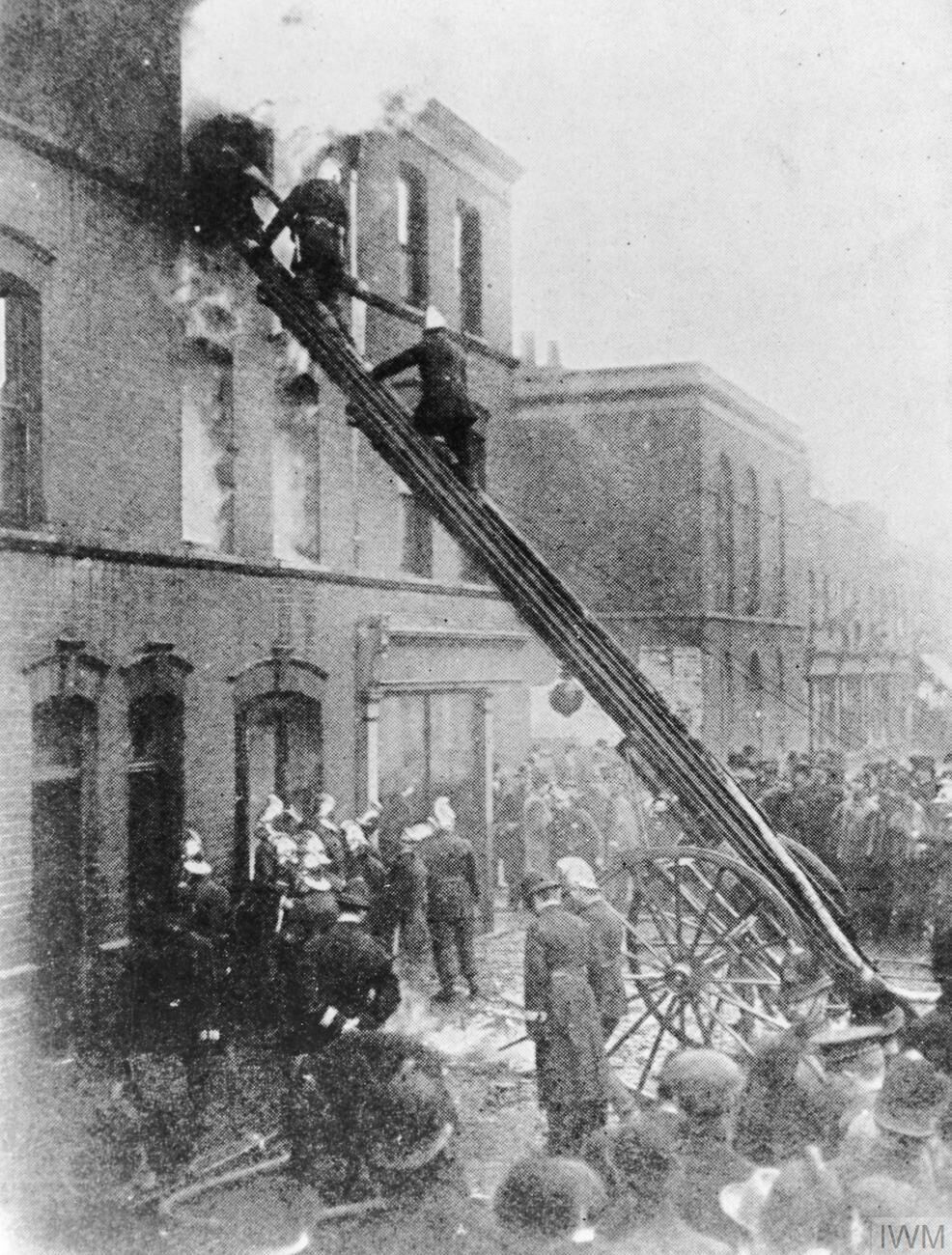
Los bomberos tratan de apagar el fuego en el número 100 tras el final del asedio

El tiroteo alcanzó su punto álgido entre las doce y las doce y media del mediodía, pero a falta de diez minutos para la una se divisó fuego saliendo por las chimeneas del edificio y de las ventanas del segundo piso; no se ha llegado a dilucidar si el fuego se originó por accidente o de manera intencionada. En cualquier caso, se propagó lentamente y a la una y media había alcanzado ya el resto de pisos. Fue entonces cuando llegó un segundo destacamento de Scots Guards, que portaba una ametralladora Maxim que no se había empleado antes. Sokolov asomó su cabeza por la ventana poco después, recibió un disparo de uno de los soldados y cayó hacia el interior. El hombre al mando de la Brigada de Bomberos pidió permiso para extinguir las llamas, pero se lo denegaron. Se acercó a Churchill para que este se lo concediera, pero el ministro se ciñó a lo que la policía le había conminado. Más tarde, Churchill escribiría:

Intervine entonces para solventar la disputa, en un momento bastante tenso. Le dije al oficial de la Brigada de Bomberos, en calidad de ministro del Interior, que podía dejar que el edificio cayera a causa de las llamas y que debía estar listo para evitar que se expandiera la conflagración.

Los disparos procedentes de la casa cesaron alrededor de las dos y media de la tarde. Uno de los detectives allí presentes se acercó y abrió la puerta antes de volver a alejarse. Otros oficiales y algunos soldados esperaban a que alguno de los hombres saliese. Ninguno de ellos lo hizo y, tras el derrumbe de parte del techo, quedó claro que ambos hombres estaban muertos, por lo que se permitió la entrada de los bomberos para que comenzasen con las labores de extinción. Churchill se fue del lugar a las tres menos veinte, justo cuando llegaba la Artillería Real a Caballo con dos cañones QF de trece libras. Los bomberos encontraron el cuerpo de Sokolov al entrar a la propiedad para apagar las llamas y lo sacaron. Cinco de ellos tuvieron que ser trasladados al London Hospital después de que se les cayera encima una pared. El superintendente Charles Pearson quedó con la columna fracturada y falleció seis meses después de los hechos. Tras enfriar el edificio, los bomberos reanudaron sus labores de búsqueda y, alrededor de las seis y media, encontraron un segundo cuerpo, el de Svaars, que llevaron a la morgue.

## Repercusión
Las cámaras de Pathé News grabaron los hechos, incluidas imágenes de Churchill, lo que hace que esta sea la primera ocasión en la que se grabó un asedio en el Reino Unido. Cuando el noticiero que las incluía se emitió en las salas de cine, los espectadores abuchearon a Churchill y gritaron «disparadle a él». Su presencia fue motivo de polémica entre muchos y el líder de la posición, Arthur Balfour, hizo la siguiente observación: «[Churchill] estaba en la que en lenguaje militar es conocida como la zona de fuego; tanto él como el fotógrafo estaban arriesgando sus vidas. Entiendo lo que hacía el fotógrafo, pero ¿qué hacía el honorable caballero? Ni lo entendí en su momento ni lo entiendo ahora». Jenkins sugiere que acudió porque «no podía resistirse a ver la diversión en persona».

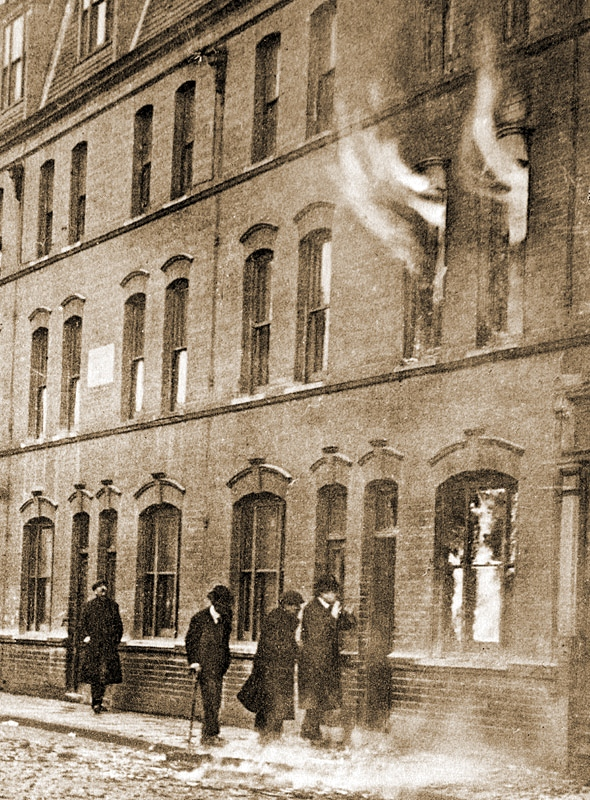
Varios detectives inspeccionan el número 100 tras los hechos

Al jurado que abordó en enero las muertes acaecidas en Houndsditch y Sidney Street le llevó menos de quince minutos llegar a la conclusión de que los cuerpos eran los de Svaars y Sokolov y de que Gardstein y otros habían asesinado a Tucker, Bentley y Choate durante el intento de robo. A Rosen se le detuvo el 2 de febrero, en su puesto de trabajo en la calle Well, Hackney, mientras que con Hoffman se hizo lo propio el 15 de febrero. Las diligencias procesales se prolongaron desde diciembre de 1910, cuando aparecieron Milstein y Trassjonsky, hasta marzo de 1911. Consistieron en veinticuatro audiencias individuales. A Milstein se le eximió de sus acusaciones en febrero por falta de pruebas y Hoffman, Trassjonsky y Federov siguieron el mismo camino en marzo.
El proceso contra los otros cuatro detenidos lo dirigió el juez William Grantham en el Old Bailey, el Tribunal Penal Central, en marzo. Se acusó a Dubov y Peters del asesinato de Tucker y, al igual que a Rosen y Vassilleva, también de «acoger de manera criminal a un delincuente acusado de asesinato» y de «conspirar y acordar asaltar la tienda de Henry Samuel Harris con la intención de robarle bienes». El proceso se prolongó durante once días, a causa, en gran parte, de las dificultades devenidas del bajo dominio del idioma por parte de los acusados y de sus caóticas vidas privadas. Al final, todos fueron absueltos a excepción de Vassilleva, a la que se condenó por conspiración en el robo. La sentencia la enviaba dos años a prisión, pero fue revocada tras un recurso de apelación.
A la luz del elevado nivel de críticas que recibió el ley de Extranjeros, Churchill decidió endurecer la legislación y propuso, amparándose en la regla de los diez minutos, un proyecto de ley para la prevención de los crímenes perpetrados por extranjeros. El parlamentario Josiah Clement Wedgwood se opuso y le escribió a Churchill para pedirle que no introdujera las medidas más duras: «Sabes tan bien como yo que la vida humana no vale nada en comparación con la muerte de las ideas y la traición a las tradiciones inglesas». Finalmente, el proyecto de ley no salió adelante.

## Legado
La prensa criticó la deficiencia de las armas de la policía, lo que dio lugar a que el 12 de enero de 1911 se comenzaran a probar otras diferentes. El proceso provocó que la Policía Metropolitana remplazara a finales de ese mismo año los revólveres Webley por pistolas semiautomáticas Webley & Scott de calibre 32; la de la City hizo lo propio en 1912.
Los integrantes de la banda se dispersaron tras los acontecimientos. De Peter «el Pintor» no se supo nada de ahí en adelante más allá de unos avistamientos sin pruebas, por lo que se conjeturó que había abandonado el país. Jacob Peters regresó a Rusia, donde ascendió al puesto de jefe adjunto de la Cheka, la policía secreta soviética, y fue ejecutado en el marco de la Gran Purga de Iósif Stalin. Trassjonsky atravesó una crisis mental y se la confinó en el Asilo para Lunáticos de Colney Hatch. Se ignora qué le deparó la vida a partir de ese momento y tampoco se conoce su fecha de fallecimiento. Dubov, Federov y Hoffman se esfumaron de los registros. Vassilleva, por su parte, permaneció en el East End el resto de su vida y falleció en Brick Lane en 1963. Smoller abandonó el país en 1911, rumbo a París, donde desapareció. Por último, Milstein emigró a los Estados Unidos.
El asedio inspiró la escena final de la película El hombre que sabía demasiado, dirigida por Alfred Hitchcock. Además, los sucesos se llevaron a la ficción en otro filme, de 1960, titulado The Siege of Sidney Street. Sirvieron también de inspiración para dos novelas, The Siege of Sidney Street (1960), de F. Oughton, y A Death Out of Season (1973), de Emanuel Litvinoff.

Las autoridades municipales de Tower Hamlets decidieron en septiembre de 2008 renombrar dos edificios de Sidney Street como «Peter House» y «Painter House». Las placas colocadas en ellos tildaban a Peter «el Pintor» de «antihéroe», puesto que este no se vio involucrado en gran medida en los acontecimientos. La decisión enfadó a la Federación de la Policía Metropolitana y un portavoz municipal hubo de dar explicaciones: «No hay prueba alguna de que Peter matara a los tres agentes, de modo que sabíamos que no estábamos nombrando el edificio en honor a un asesino [...] pero es el nombre con el que los habitantes del East End asocian el asedio de Sidney Street». En diciembre de 2010, en el centenario de los sucesos de Houndsditch, se instaló una placa conmemorativa cerca del lugar, rindiendo homenaje a los tres policías asesinados. Tres semanas más tarde, en el aniversario del sitio, se colocó otro para honrar a Pearson, el bombero fallecido en servicio al caerle una pared encima.

### Citas
1. ↑  Cohen, Humphries y Mynott, 2002, pp. 13-14.
2. ↑  Russell y Lewis, 1900, p. XXXVIII.
3. ↑  Fishman, 2004, pp. 269-287.
4. 1 2 3 4 5 6 7 8 9  Porter, 2011.
5. ↑  «The Police Murders in the City». The Times. 19 de diciembre de 1910. p. 11.
6. ↑  Palmer, 2004, p. 111.
7. 1 2  Cesarini, David. «Face Has Changed but Fear Remains». Times Higher Education (en inglés). Archivado desde el original el 23 de febrero de 2016. Consultado el 1 de junio de 2018.
8. ↑  Rogers, 1981, pp. 123-125.
9. ↑  Cohen, Humphries y Mynott, 2002, p. 14.
10. ↑  Winder, 2005, p. 260.
11. 1 2  Eddy, 1946, p. 12.
12. ↑  Rumbelow, 1988, p. 39.
13. 1 2 3  Andy McSmith (11 de diciembre de 2010). «Siege of Sidney Street: How the dramatic stand-off changed British police, politics and the media forever». The Independent (en inglés). Archivado desde el original el 23 de febrero de 2016. Consultado el 1 de junio de 2018.
14. ↑  Shpayer-Makov, Haia (verano de 1988). Anarchism in British Public Opinion 1880-1914 31 (4). Victorian Studies. pp. 487-516. JSTOR 3827854.
15. ↑  Moss y Skinner, 2015, pp. 3061-3064.
16. 1 2  Rogers, 1981, p. 16.
17. ↑  Rumbelow, 1988, pp. 34-35.
18. ↑  Rumbelow, 1988, p. 35.
19. ↑  Rogers, 1981, p. 48.
20. ↑  Bloom, 2010, p. 239.
21. ↑  Rumbelow, 1988, p. 55.
22. 1 2  Rogers, 1981, pp. 180-181.
23. ↑  Rumbelow, 1988, p. 64.
24. 1 2 3  «Information Leaflet Number 43 - Records of City of London police officers» (en inglés). London Metropolitan Archives. Archivado desde el original el 7 de marzo de 2016. Consultado el 1 de junio de 2018.
25. 1 2 3 4  «Historical organisation of the Met» (en inglés). Policía Metropolitana de Londres. Archivado desde el original el 23 de febrero de 2016. Consultado el 1 de junio de 2018.
26. 1 2  «Houndsditch Murders» (en inglés). City of London Police. Archivado desde el original el 3 de marzo de 2016. Consultado el 1 de junio de 2018.
27. 1 2  «The Siege of Sidney Street» (en inglés). Policía Metropolitana de Londres. Archivado desde el original el 23 de febrero de 2016. Consultado el 1 de junio de 2018.
28. ↑  Bloom, 2013, p. 271.
29. ↑  Waldren, agosto de 2012, p. 4.
30. ↑  Rumbelow, 1988, pp. 64-65.
31. ↑  Eddy, 1946, pp. 13-14.
32. ↑  Stratmann, 2010, p. 61.
33. ↑  «The Houndsditch Murders». The Spectator. 24 de diciembre de 1910. p. 6.
34. ↑  Rogers, 1981, p. 45.
35. 1 2  «Houndsditch Murders: Five Prisoners before the Magistrate». The Manchester Guardian. 30 de diciembre de 1910. p. 12.
36. ↑  Rumbelow, 1988, pp. 77–78.
37. ↑  Palmer, 2004, pp. 147-148.
38. 1 2  Rumbelow, 1988, p. 66.
39. 1 2 3  Sanchia Berg (13 de diciembre de 2010). «Sidney St: The siege that shook Britain» (en inglés). British Broadcasting Corporation. Consultado el 2 de junio de 2018.
40. ↑  Bloom, 2013, p. 270.
41. ↑  Eddy, 1946, pp. 15-16.
42. ↑  Rogers, 1981, pp. 26-27.
43. ↑  Rogers, 1981, p. 27.
44. ↑  Rumbelow, 1988, p. 71.
45. 1 2  «The Murder of Police in Houndsditch: Prisoners in Court». The Manchester Guardian. 7 de enero de 1911. p. 10.
46. ↑  Eddy, 1946, pp. 16-17.
47. ↑  Rumbelow, 1988, pp. 72-73.
48. ↑  Eddy, 1946, p. 18.
49. ↑  Rumbelow, 1988, pp. 73-74.
50. ↑  Rogers, 1981, pp. 35-36.
51. ↑  Eddy, 1946, pp. 18-19.
52. ↑  Rumbelow, 1988, p. 85.
53. ↑  Rogers, 1981, pp. 38-39.
54. ↑  Rumbelow, 1988, pp. 74-76.
55. ↑  Rogers, 1981, pp. 30-31.
56. 1 2  Eddy, 1946, p. 19.
57. 1 2  Rumbelow, 1988, pp. 66-67, 81-81.
58. ↑  Rogers, 1981, p. 22.
59. ↑  Rogers, 1981, p. 36.
60. ↑  Bird, 2010, p. 3.
61. ↑  Rogers, 1981, pp. 36-37.
62. ↑  Rumbelow, 1988, pp. 95-97.
63. ↑  Wensley, 2005, pp. 164-165.
64. ↑  Rumbelow, 1988, pp. 100-101.
65. ↑  Rogers, 1981, p. 43.
66. 1 2  Waldren, julio de 2013, p. 2.
67. ↑  Rogers, 1981, p. 39.
68. ↑  Keily y Hoffbrand, 2015, p. 67.
69. ↑  Rumbelow, 1988, pp. 107, 112-114.
70. ↑  Rogers, 1981, pp. 61-62.
71. ↑  «Honour for Murdered Policemen». Dundee Evening Telegraph. 23 de diciembre de 1910. p. 1.
72. ↑  «Public Funerl of the Houndsditch Victims». Nottingham Evening Post. 22 de diciembre de 1910. p. 3.
73. ↑  Rogers, 1981, pp. 61-63.
74. ↑  Rogers, 1981, p. 67.
75. ↑  «Three Foreigners Charges in Connection with the Houndsditch Crime». The Daily Mirror. 26 de diciembre de 1910. p. 6.
76. ↑  «The Houndsditch Murders: Three Foreigners in Court». The Observer. 25 de diciembre de 1910. p. 7.
77. ↑  «The Houndsditch Murders: Three Suspects before the Police Court». The Manchester Guardian. 26 de diciembre de 1910. p. 7.
78. ↑  Rogers, 1981, pp. 72-73.
79. ↑  Rogers, 1981, pp. 79-80.
80. ↑  Rumbelow, 1988, pp. 203-204.
81. ↑  Porter, Bernard (febrero de 1985). Review: Will-O'-The Wisp: Peter the Painter and the Anti-Tsarist Terrorists in Britain and Australia 70 (228). History. pp. 152-153. JSTOR 24415042.
82. ↑  Saunders, David (abril de 1985). «Review: Clarke, F G: Will-O'-The Wisp: Peter the Painter and the Anti-Tsarist Terrorists in Britain and Australia». The Slavonic and East European Review 63 (2): 306-307. JSTOR 4209108.
83. ↑  Rumbelow, 1988, pp. 204-205.
84. ↑  Rumbelow, 1988, pp. 115–118.
85. ↑  Waldren, julio de 2013, pp. 3-4.
86. ↑  Waldren, julio de 2013, p. 4.
87. ↑  Rogers, 1981, pp. 86-87.
88. ↑  Rumbelow, 1988, pp. 127-128.
89. ↑  Rumbelow, 1988, pp. 128-129.
90. 1 2  Eddy, 1946, p. 23.
91. ↑  Rogers, 1981, p. 94.
92. ↑  Waldren, julio de 2013, p. 9.
93. ↑  Rogers, 1981, p. 98.
94. ↑  Rumbelow, 1988, pp. 132-133.
95. 1 2 3  Keily y Hoffbrand, 2015, p. 64.
96. ↑  «Murderers' Siege in London». The Manchester Guardian (en inglés). 4 de enero de 1911. p. 7. Consultado el 2 de junio de 2018.
97. ↑  Rogers, 1981, p. 105.
98. ↑  Rumbelow, 1988, p. 135.
99. ↑  Addison, 2014.
100. 1 2  Jenkins, 2012, p. 195.
101. ↑  Waldren, julio de 2013, p. 11.
102. 1 2  Winston Churchill (12 de enero de 1911). «Mr Churchill and the Stepney Siege». The Times. p. 8.
103. ↑  Rogers, 1981, pp. 111-112.
104. ↑  Rogers, 1981, p. 113.
105. ↑  Moss y Skinner, 2015, p. 3064.
106. ↑  Churchill, 1942, p. 59.
107. ↑  Rumbelow, 1988, pp. 137-138.
108. ↑  Waldren, julio de 2013, p. 13.
109. ↑  Rogers, 1981, p. 118.
110. ↑  Eddy, 1946, pp. 24-25.
111. 1 2  «Sidney Street murdered police trio honoured by memorial» (en inglés). British Broadcasting Corporation. 16 de diciembre de 2010. Consultado el 2 de junio de 2018.
112. ↑  Waldren, julio de 2013, p. 14.
113. ↑  Rogers, 1981, p. 120.
114. ↑  Rumbelow, 1988, p. 142.
115. ↑  «His Majesty's Most Gracious Speech» (en inglés). Hansard, transcripciones de los debates del Parlamento del Reino Unido. Consultado el 2 de junio de 2018.
116. ↑  Gilbert, 2000, p. 224.
117. ↑  Jenkins, 2012, p. 194.
118. ↑  «The Sidney-Street Fight». The Times. 19 de enero de 1911. p. 8.
119. ↑  Rogers, 1981, p. 178.
120. ↑  Rumbelow, 1988, p. 155.
121. ↑  Rumbelow, 1988, pp. 166-172.
122. 1 2  «Zurka Dubof, Jacob Peters, John Rosen, Nina Vassileva» (en inglés). Old Bailey. Archivado desde el original el 23 de febrero de 2016. Consultado el 3 de junio de 2018.
123. ↑  Rumbelow, 1988, pp. 171-172.
124. ↑  Rogers, 1981, p. 191.
125. ↑  Rogers, 1981, pp. 191-196.
126. ↑  «Ten Minute Rule Bill» (en inglés). British Broadcasting Corporation. 31 de octubre de 2008. Consultado el 10 de agosto de 2018.
127. ↑  Defries, 2014, pp. 35-36.
128. ↑  «News of the Week». The Spectator (en inglés). 22 de abril de 1911. pp. 1-2. Archivado desde el original el 23 de febrero de 2016. Consultado el 4 de junio de 2018.
129. ↑  Mulvey, 2010, p. 37.
130. ↑  Rogers, 1981, p. 151.
131. ↑  Waldren, agosto de 2012, pp. 15-16.
132. ↑  Rumbelow, 1988, pp. 194-195.
133. ↑  «Sidney Street Siege Resonates Even 100 Years On». The Guardian (en inglés). 2 de enero de 2011. Consultado el 4 de junio de 2018.
134. ↑  Eddy, 1946, pp. 31-32.
135. ↑  Rumbelow, 1988, pp. 181-183.
136. ↑  Rogers, 1981, p. 197.
137. ↑  «Man Who Knew Too Much, The (1934)» (en inglés). Screenonline, del British Film Institute. Consultado el 4 de junio de 2018.
138. ↑  Burton, 2016, p. 389.
139. ↑  Taylor, 2012, p. 194.
140. ↑  Lucy Cockcroft (25 de septiembre de 2008). «Tower blocks named after notorious criminal linked to police killings». The Telegraph (en inglés). Consultado el 4 de junio de 2018.
141. ↑  Waldren, agosto de 2012, pp. 17-18.
142. ↑  «Memorial for murdered Houndsditch officers» (en inglés). British Broadcasting Corporation. Consultado el 4 de junio de 2018.